# 24 de febrero
El 24 de febrero es el 55.º (quincuagésimo quinto) día del año en el calendario gregoriano. Quedan 310 días para finalizar el año y 311 en los años bisiestos.

## Acontecimientos
- 1208: en la villa de Asís (península itálica), Francisco de Asís afirma que escuchó directamente a Jesucristo ordenándole que comenzara su misión.
- 1221: en Sevilla (región de Andalucía), el gobernador almohade Abù l-Ulà, entrega la Torre del Oro a la ciudad al finalizar su construcción.
- 1500: en Gante (condado de Flandes), Juana I de Castilla da a luz a su sucesor, Carlos I, futuro emperador del Sacro Imperio Romano Germánico y rey de España.
- 1503: en la costa de la provincia de Veraguas (en la actual Panamá), Cristóbal Colón y sus hombres fundan Santa María de Belén, la primera aldea española en territorio continental americano. Un mes después, sus hombres secuestran a varios indígenas y el 16 de abril son echados del sitio (que aún hoy sigue deshabitado) y regresan a España.[1]
- 1524: el papa Clemente VII concede a la Inquisición de Aragón poder jurisdiccional sobre la sodomía, conlleve o no herejía.
- 1525: en la batalla de Pavía, las tropas imperiales de Carlos I vencen a las francesas de Francisco I, con lo que se pone fin a la Guerra de los Cuatro Años.
- 1527: en Hungría, tras el fallecimiento de Luis II, su cuñado Fernando y su esposa Ana de Hungría son coronados reyes de Hungría y de Bohemia.
- 1582: en Roma, el papa Gregorio XIII anuncia el calendario gregoriano.
- 1607: en el Palacio Ducal de la ciudad de Mantua (península itálica) se estrena la ópera L’Orfeo, de Claudio Monteverdi.
- 1647: junto al río Quillén, en la actual provincia de Cautín (Chile), los españoles se reúnen con los indígenas mapuches en el segundo Parlamento de Quilín.
- 1711: en Londres se estrena la ópera Rinaldo de Georg Friedrich Händel.
- 1808: José Bonaparte instituye la Orden de las Dos Sicilias.
- 1821: en la ciudad mexicana de Iguala de la Independencia (estado de Guerrero), el patriota mexicano Agustín de Iturbide proclama el Plan de Iguala, en vías de consolidar la independencia de México.
- 1848: en Francia, tras la revuelta de 1848, la familia «real» borbónica huye y jamás vuelve a reinar en ese país.
- 1859: en Valencia (España) se funda la Real Sociedad Valenciana de Agricultura y Deportes.[2]
- 1868: en los Estados Unidos, Andrew Johnson se convierte en el primer presidente sometido al proceso de destitución.
- 1881: en Chile se funda el fuerte Recabarren, para continuar con la Ocupación de la Araucanía. Este fuerte se convertirá con el tiempo en la actual ciudad de Temuco.
- 1891: en Brasil se promulga una Constitución federal.
- 1895: en Baire (localidad de la provincia cubana de Oriente) sucede el Grito de Baire. Se inicia la segunda guerra de independencia de Cuba, denominada por José Martí como la «Guerra Necesaria».
- 1896: el físico francés Henri Becquerel anuncia el descubrimiento de una radiación emitida por el uranio.
- 1905: el ministro de Agricultura ruso, Alexei Yermolov, somete ante el zar Nicolás II la idea de una Constitución.
- 1905: en la cordillera de los Alpes se abre el túnel del Simplón, que une Italia y Suiza.
- 1908: el obispo de Barcelona publica una pastoral contra el proyecto del ayuntamiento de crear escuelas «bisexuales y neutras».
- 1909: en la localidad británica de Brighton, se presenta por primera vez al público el cine en color.
- 1909: en el teatro Galdós de Las Palmas se estrena el drama La esfinge, primera producción dramática de Miguel de Unamuno.
- 1911: en Alemania, el Reichstag aprueba el incremento paulatino de los efectivos militares hasta alcanzar los 515 000 hombres en 1915.
- 1911: en París se produce la dimisión del primer ministro francés Aristide Briand, al que sucede Ernest Monis, que recibe el apoyo de radicales y radicalsocialistas.
- 1913: en Lima (Perú) se constituye un nuevo Gobierno, presidido por Federico Luna y Peralta.
- 1914: el primer ministro británico Winston Churchill consigue créditos suplementarios para la armada.
- 1917: en Petrogrado (capital zarista del Imperio ruso), una revuelta deviene en una rebelión militar que obliga al zar Nicolás II a abdicar. Comienza así la Revolución Rusa.
- 1917: en el marco de la Primera Guerra Mundial (1914-1917) el servicio de inteligencia británico intercepta un telegrama del nazi alemán Arthur Zimmermann, secretario de Estado de Asuntos Exteriores, en el que pide a México que entre en guerra contra Estados Unidos.
- 1918: Estonia declara su independencia.
- 1920: en Múnich (Alemania), Adolf Hitler cambia el nombre del Partido Obrero Alemán a Partido Nacionalsocialista Obrero Alemán (NSDAP) y proclama el programa de veinticinco puntos que lo regirá hasta su prohibición.
- 1922: Alemania concede la extradición del anarquista Luis Nicolau, asesino del presidente del Consejo español Eduardo Dato.
- 1925: en Granada (España) se inaugura el tranvía a Sierra Nevada (con 14 túneles y 21 puentes en sus 20 km de recorrido), que permite la comunicación entre muchos pueblos de la provincia.
- 1926: entre Buenos Aires y Montevideo se establece una línea aérea regular para transporte de pasajeros.
- 1932: en Daytona International Speedway, Malcolm Campbell consigue un nuevo récord de velocidad sobre tierra al alcanzar los 408,71 km/h con un automóvil Napier-Campbell.
- 1933: en Madrid, las Cortes Generales ratifican la confianza al gobierno por 173 votos contra 130 en el debate de los sucesos de Casas Viejas.
- 1933: la reunión extraordinaria de la Sociedad de Naciones delibera sobre el conflicto chino-japonés y amonesta a Japón por su proceder.
- 1937: la Unión Soviética prohíbe el envío de voluntarios a la guerra civil española (1936-1939).
- 1938: en la fábrica Du Pont de Arlington (estado de Nueva Jersey) se procede a iniciar la fabricación del primer producto de nailon destinado a la venta: un cepillo de dientes.
- 1942: en el mar Negro, a unos 16 km al norte del estrecho del Bósforo, ―en el marco de la Segunda Guerra Mundial (1939-1945)― el submarino soviético SC‑213 torpedea el barco de carga Struma, que había sido arrastrado hasta ese sitio por un transbordador turco, por órdenes del embajador británico. Mueren 768 refugiados judíos y 10 tripulantes. Solo queda un superviviente, David Stoliar, de 19 años, que es rescatado por pescadores turcos.
- 1942: en Ankara (Turquía) el embajador alemán Franz von Papen sufre un atentado.
- 1945: en El Cairo (Egipto), el primer ministro Ahmed Maher Pasha es asesinado en el parlamento después de leer un decreto.
- 1946: en Argentina, Juan Domingo Perón es elegido presidente. Eva Perón se convierte así en primera dama.
- 1947: En Buenos Aires (Argentina) ―en el marco del Gobierno constitucional de Juan Domingo Perón― parte la primera ayuda humanitaria de la Fuerza Aérea Argentina al exterior. Dos aviones Douglas DC-3 vuelan al territorio del Beni (Bolivia) para colaborar en las inundaciones en tareas de evacuación de gente, traslado de personal sanitario y transporte de víveres y medicinas.
- 1949: en la isla de Rodas se firma el armisticio que pone fin a la primera guerra árabe-israelí.
- 1949: en Estados Unidos se lanza el primer cohete de dos etapas, que asciende hasta una altura de 392 km.
- 1950: en Barcelona (Cataluña) ―en el marco de la dictadura franquista (1939-1975)― ejecuta mediante «garrote vil» (un perno introducido lentamente en la nuca)[3] al anarquista Manuel Sabaté Llopart (22), hermano de Francisco Quico Sabater (1915-1960).
- 1951: en Querétaro (México) se inaugura la Universidad de Querétaro.
- 1955: en Bagdad (Irak) se establece el Organización del Tratado Central (Pacto de Bagdad), alianza militar entre Irak y Turquía, al que se adherirá más tarde el Reino Unido, Pakistán e Irán.
- 1955: en Barcelona se inaugura el XXIX Salón de la Moda Española.
- 1957: en El Cairo (capital de Egipto) tiene lugar la conferencia de los jefes de Estado de Arabia Saudí, Egipto, Jordania y Siria.
- 1958: en las montañas de la Sierra Maestra (la provincia más oriental de Cuba), empieza a transmitir (hasta la actualidad) Radio Rebelde, la difusora de los guerrilleros liderados por Fidel Castro.
- 1958: en Londres (Reino Unido), el filósofo Bertrand Russell lanza la Campaña para el Desarme Nuclear.
- 1960: en Barcelona se refunden las compañías de transporte urbano.
- 1966: en Ghana, el general Joseph Arthur Ankrah encabeza un golpe de Estado, aprovechando que el presidente Kwame Nkrumah se encuentra de viaje por Asia.
- 1966: en el marco de la guerra de Vietnam (1955-1975), el fotógrafo japonés Kyoichi Sawada (1936-1970) registra la imagen (que ganará un premio World Press) de un blindado M113 con soldados estadounidenses arrastrando el cuerpo de un niño combatiente del Vietcong hasta matarlo. Por esta fotografía, cuatro años después los estadounidenses asesinarán a Kyoichi Sawada en Camboya.[4]
- 1968: en Washington (Estados Unidos), Robert McNamara (secretario de Defensa) ordena la suspensión de los «vuelos de previsión» realizados por aviones cargados con bombas atómicas. Cuatro días después, el presidente Lyndon Johnson lo expulsará de su puesto.
- 1968: en el transcurso de la guerra de Vietnam (1955-1975), la aviación estadounidense efectúa el primer bombardeo contra la población civil del puerto fluvial de Hanói.
- 1968: en México se funda el canal Multimedios Televisión.
- 1973: el dictador argentino Alejandro Agustín Lanusse llega a Madrid en una visita oficial al dictador español Francisco Franco.
- 1974: en Lajore (Pakistán), 36 países islámicos reunidos deciden otorgar ayuda a los países en vías de desarrollo.
- 1975: en Londres, la banda británica Led Zeppelin publica el álbum Physical Graffiti.
- 1976: en Cuba entra en vigor la constitución, aprobada un año antes por el Comité Central del Partido Comunista de Cuba.
- 1976: en Madrid, la Organización Mundial del Turismo instala su sede central.
- 1978: Enrique Fuentes Quintana, vicepresidente segundo y ministro de Asuntos Económicos de España, presenta su dimisión, circunstancia que aprovecha Adolfo Suárez para realizar otros cambios en el Gabinete formado hace un año.
- 1981: el teniente coronel Antonio Tejero, tras mantener secuestrado al Gobierno y a los diputados españoles durante casi 20 horas, se entrega a las fuerzas gubernamentales. Es detenido, también, el general Jaime Milans del Bosch y otros colaboradores en el fallido golpe de Estado.
- 1981: El príncipe Carlos de Inglaterra hace público de manera oficial su compromiso con la joven Diana Spencer (Lady Di).
- 1981: en el norte del golfo de Corinto (Grecia) un violento seísmo causa 16 muertos y 400 heridos.
- 1981: en el Festival de Cine de Berlín, la película Deprisa, deprisa (del español Carlos Saura) obtiene el Oso de Oro.
- 1983: el gobierno español aprueba el proyecto de incompatibilidades para los altos cargos.
- 1984: Brunéi se independiza del Reino Unido.
- 1985: en Cardedeu (provincia de Barcelona) termina el primer congreso del «movimiento verde» español.
- 1987: el cardenal-arzobispo de Madrid-Alcalá, Ángel Suquía, es elegido presidente de la Conferencia Episcopal Española.
- 1988: en Madrid, la banda terrorista ETA secuestra al empresario Emiliano Revilla.
- 1989: el ayatolá Ruholá Jomeiní ofrece 3 millones de dólares de recompensa por la muerte del autor de Los versos satánicos, Salman Rushdie.
- 1989: en Argelia, una amplia mayoría aprueba la nueva Constitución que da paso al pluripartidismo.
- 1989: en España, el Consejo de Ministros aprueba la plena incorporación de la mujer a todas las armas, cuerpos y escalas de las Fuerzas Armadas, aunque no tiene obligación de cumplir el servicio militar.
- 1990: en Lituania, el movimiento independentista Sajudis consigue una abrumadora mayoría en las elecciones parlamentarias.
- 1991: Estados Unidos inicia una ofensiva terrestre contra Irak, dentro de la llamada Guerra del Golfo Pérsico, con el mayor ataque registrado desde la Segunda Guerra Mundial (1939-1945).
- 1993: Ice Cube saca el sencillo It was a good day, el cual llega al puesto 15.º en los Billboard Hot 100.
- 1998: en Estados Unidos, el FBI (Buró Federal de Investigaciones) y la policía destapan una red dedicada a la venta de órganos humanos procedentes de presos chinos ejecutados en su país.
- 1998: en La Habana (Cuba) la Asamblea Nacional de Poder Popular (Parlamento) elige por unanimidad a Fidel Castro como presidente del Consejo de Estado, el máximo órgano de poder en la isla.
- 1999: Madonna y Céline Dion son las triunfadoras de la 41.º edición de los premios Grammy.
- 2000: un grupo de investigadores españoles del CSIC y de la UNED logran que ratas parapléjicas vuelvan a andar.
- 2003: el ultranacionalista serbio Vojislav Šešelj se entrega al Tribunal Penal de La Haya para responder por crímenes de guerra y contra la humanidad.
- 2003: el escritor y periodista mexicano Xavier Velasco logra el premio Alfaguara de novela con la obra Diablo guardián.
- 2003: el músico Robert Trujillo ocupa el lugar de bajista en la banda de thrash metal Metallica.
- 2004: un grupo de arqueólogos iraquí anuncia que filtraciones de agua procedentes de un canal artificial construido por Sadam Huseín ponen en peligro las milenarias ruinas de la antigua Babilonia.
- 2005: en Tikrit, la insurgencia iraquí asesina a 15 policías.
- 2005: en São Paulo (Brasil), los príncipes de Asturias inauguran la mayor sede del Instituto Cervantes en Iberoamérica.
- 2005: los químicos Laura Gagliardi (Universidad de Palermo) y Björn Roos (Universidad de Lund) publican en la revista Nature el descubrimiento de un nuevo tipo de enlace químico que está formado por 10 electrones, el equivalente a cinco enlaces covalentes.
- 2006: España decide abrir embajadas permanentes en Nueva Zelanda, Sudán, Trinidad y Tobago y Yemen.
- 2006: la Universidad Complutense de Madrid inviste «doctor honoris causa» al escritor italiano Claudio Magris.
- 2009: lanzamiento inicial de WhatsApp.
- 2011: Estados Unidos lanza al transbordador espacial Discovery en su última misión, la STS-133.
- 2012: en la ciudad colombiana de Bucaramanga a las 8:43 de la mañana se registra un fuerte terremoto, con una magnitud de 5,6 grados en la escala de Richter.
- 2022: en Moscú, el presidente Vladímir Putin manifiesta que tomó la decisión de realizar una operación militar especial (la invasión de Ucrania). Rusia ataca con misiles a las ciudades de Kiev (capital de Ucrania) y Járkov.[5] Posteriormente, se registran enormes caídas económicas en Wall Street, en donde bolsas internacionales cayeron en la mayor caída desde el cierre mundial por la pandemia de covid-19 en 2020, la bolsa rusa se derrumban y el precio de materias primas como la soja, el trigo, el petróleo y el maíz suben considerablemente. Al atardecer, el ejército ruso toma el control de la Central nuclear de Chernóbil, en el este de Ucrania.[6]
- 2022: en la cadena de televisión española Antena 3, los productores del programa Espejo público retransmiten imágenes del videojuego ARMA 3 haciéndolas pasar por grabaciones reales del invasión rusa de Ucrania.[7][8]

## Nacimientos
- 1103: Toba, emperador japonés (f. 1156).
- 1304: Ibn Battuta, explorador árabe (f. 1368).
- 1463: Giovanni Pico della Mirandola, filósofo italiano (f. 1494).
- 1500: Carlos de Habsburgo, rey español y emperador de Alemania (f. 1558).
- 1519: Francisco I de Lorena, duque francés (f. 1563).
- 1536: Clemente VIII, papa romano desde 1592 (f. 1605).
- 1545: Juan de Austria, militar español (f. 1578).
- 1557: Matías de Habsburgo, emperador del Sacro Imperio Romano Germánico (f. 1619).
- 1597: Vincent Voiture, escritor francés (f. 1648).
- 1619: Charles Le Brun, pintor francés (f. 1690).
- 1645: Johann Ambrosius Bach, músico alemán (f. 1695).
- 1709: Jacques de Vaucanson, inventor francés (f. 1782).
- 1722: John Burgoyne, general y dramaturgo británico (f. 1792).
- 1767: José Matías Delgado, eclesiástico y político salvadoreño (f. 1832).
- 1771: Johann Baptist Cramer, compositor alemán (f. 1858).
- 1774: Adolfo de Hannover, aristócrata y militar británico (f. 1850).
- 1786: Wilhelm Grimm, lingüista y mitólogo alemán (f. 1859).
- 1818: Francisco Jareño y Alarcón, arquitecto español (f. 1892).
- 1830: Narciso Serra, poeta y dramaturgo español (f. 1877).
- 1831: Leo von Caprivi, canciller alemán (f. 1899).
- 1832: Juan Clemente Zenea, poeta y periodista cubano (f. 1871).
- 1836: Winslow Homer, pintor naturalista estadounidense (f. 1910).
- 1837: Matías Romero Avendaño, político y diplomático mexicano (f. 1898).
- 1842: Arrigo Boito, poeta y compositor italiano (f. 1918).
- 1843: Eugenio Cambaceres, escritor argentino
- 1852: Francisco Javier Ugarte Pagés, político español (f. 1919).
- 1863: Franz von Stuck, escultor alemán (f. 1928).
- 1864: José Pardo y Barreda, político y presidente peruano (f. 1947).
- 1866: Piotr Lébedev, físico ruso (f. 1912).
- 1874: Honus Wagner, beisbolista estadounidense (f. 1955).
- 1885: Modesto López Otero, arquitecto español (f. 1962).
- 1885: Chester Nimitz, militar estadounidense (f. 1966).
- 1885: Stanisław Ignacy Witkiewicz, escritor, fotógrafo, filósofo y pintor polaco (f. 1939).
- 1891: Matías Ramos, militar y político mexicano (f. 1962).
- 1896: Carlos Pérez Maldonado, escritor, historiador y académico mexicano (f. 1990).
- 1897: Hernán Figueroa Anguita, político chileno (f. 1985).
- 1897: Yang Xiufeng, político chino (f. 1983).
- 1898: Kurt Tank, ingeniero aeronáutico y piloto de pruebas alemán (f. 1983).
- 1904: Chano Urueta, cineasta mexicano (f. 1979).
- 1905: La Jana, actriz y bailarina austroalemana (f. 1940).
- 1909: August Derleth, escritor estadounidense (f. 1971).
- 1912: André Greck, escultor francés nacido en Argelia (f. 1993).
- 1914: Zachary Scott, actor estadounidense (f. 1965).
- 1916: Jaime Sarlanga, futbolista argentino (f. 1966).
- 1921: Abe Vigoda, actor estadounidense (f. 2016).
- 1922: Richard Hamilton, pintor británico (f. 2011).
- 1922: Steven Hill, actor estadounidense (f. 2016).
- 1923: Fred Steiner, compositor estadounidense (f. 2011).
- 1924: Bartolomé Escandell, historiador español (f. 2012).
- 1926: Erich Loest, escritor alemán (f. 2013).
- 1927: Gabriel Muñoz López, fue un locutor colombiano, pionero de la radio colombiana (f. 2019).
- 1927: Emmanuelle Riva, actriz francesa (f. 2017).
- 1927: Rosario Ibarra de Piedra, activista y política mexicana (f. 2022).
- 1929: Luis Carandell, escritor y periodista español (f. 2002).
- 1931: Eladia Blázquez, cantante y compositora argentina (f. 2005).
- 1932: Michel Legrand, compositor, pianista y cantante francés (f. 2019)
- 1933: Judah Folkman, biólogo y médico oncólogo estadounidense (f. 2008).
- 1934: Frank Braña, actor español (f. 2012).
- 1934: Dominic Chianese, actor estadounidense.
- 1934: Bettino Craxi, primer ministro Italiano (f. 2000).
- 1934: Renata Scotto, soprano italiana (f. 2023).
- 1934: Bingu wa Mutharika, presidente de Malaui (f. 2012).
- 1934: Bernard Chiarelli, futbolista y entrenador francés (f. 2024).
- 1936: Luis Aguilé, cantante y humorista argentino (f. 2009).
- 1936: Guillermo O'Donnell, politólogo argentino (f. 2011).
- 1938: James Farentino, actor estadounidense (f. 2012).
- 1938: Libertad Leblanc, actriz argentina (f. 2021).
- 1938: Phil Knight, empresario estadounidense, fundador de Nike.
- 1940: Denis Law, futbolista escocés (f. 2025).
- 1940: Pete Duel, actor estadounidense (f. 1971).
- 1942: Joseph Lieberman, político estadounidense.
- 1942: Lorenzo Meyer, historiador mexicano.
- 1942: Gayatri Chakravorty Spivak, filósofa y crítica literaria india.
- 1943: Pablo Milanés, compositor y cantante cubano de la Nueva Trova (f. 2022).
- 1943: Jorge Hugo Fernández, futbolista argentino.
- 1943: Gilberto Correa, locutor, periodista y presentador venezolano.
- 1944: Nicky Hopkins, músico británico (f. 1994).
- 1944: David Wineland, físico estadounidense.
- 1946: Ratomir Dujković, entrenador de fútbol serbio.
- 1946: Grigory Margulis, matemático ruso.
- 1946: Jiří Bělohlávek, director de orquesta checo (f. 2017)
- 1947: Edward James Olmos, actor estadounidense.
- 1947: Fernando Barrachina, futbolista español (f. 2016).
- 1947: Harold Orozco, cantante colombiano (f. 2017).
- 1947: Elena Solovéi, actriz soviética.
- 1947: Rupert Holmes, músico, cantante, compositor, escritor y autor brito-estadounidense.
- 1948: Dennis Waterman, actor y cantante británico (f. 2022).
- 1948: Luis Galván, futbolista argentino (f. 2025).
- 1950: Miguel Arias Cañete, político español.
- 1950: Daniel Txopitea, pintor y escultor español (f. 1997).
- 1950: George Thorogood, músico estadounidense.
- 1950: Steve McCurry, fotógrafo estadounidense.
- 1951: Debra Jo Rupp, actriz estadounidense.
- 1951: Helen Shaver, actriz canadiense.
- 1951: Laimdota Straujuma, primera ministra letona.
- 1951: John Ogonowski,  aviador estadounidense (f. 2001).
- 1955: Néstor Grindetti, actuario y político argentino.
- 1955: Steve Jobs, empresario y magnate estadounidense (f. 2011).
- 1955: Alain Prost, piloto francés de Fórmula 1.
- 1956: Hevzi Nuhiu, escultor albanés.
- 1956: Judith Butler, filósofa estadounidense.
- 1957: Rafael Gordillo, futbolista español.
- 1959: Beth Broderick, actriz estadounidense.
- 1959: Alexander Belostenny, baloncestista soviético (f. 2010).
- 1959: Inma de Santis, actriz y presentadora española (f. 1989).
- 1961: Erna Solberg, política, socióloga, politóloga, estadista y economista noruega, primera ministra de Noruega entre 2013 y 2021.
- 1961: Patricia Sarán, exmodelo, actriz, conductora y cantante argentina.
- 1964: Todd Field, cineasta estadounidense.
- 1964: Rosario Zúñiga, actriz mexicana (f. 2023).
- 1965: Fernando Tejero, actor español.
- 1965: Hans-Dieter Flick, entrenador de fútbol alemán.
- 1966: Alain Mabanckou, escritor congoleño.
- 1966: Ben Miller, actor, cómico y escritor británico.
- 1966: Billy Zane, actor estadounidense.
- 1967: Maricarmen Alva, abogada y política peruana.
- 1967: Brian P. Schmidt, astrofísico estadounidense.
- 1969: Alejandro González, baterista estadounidense de la banda mexicana Maná.
- 1969: Stefan Steinweg, ciclista alemán.
- 1970: Luciano Galende, presentador de televisión y periodista argentino.
- 1971: Leda Battisti, cantautora italiana.
- 1971: Pedro Martínez de la Rosa, piloto de Fórmula 1 español.
- 1972: Sergio Tiempo, pianista argentino.
- 1973: Chris Fehn, baterista estadounidense de la banda Slipknot.
- 1973: Fernando Hernández, balonmanista español.
- 1973: Martha Julia, actriz mexicana.
- 1974: Chad Hugo, músico estadounidense de la banda The Neptunes.
- 1974: Brahima Traoré, futbolista burkinés.
- 1975: Laura Gómez-Lacueva, actriz española.
- 1976: Eric Griffin, guitarrista estadounidense de la banda Wednesday 13.
- 1976: Jorge Matute Johns, estudiante chileno (f. 1999).
- 1976: Bradley McGee, ciclista australiano.
- 1976: Matt Skiba, cantante y guitarrista estadounidense de la banda Alkaline Trio.
- 1977: Bronson Arroyo, beisbolista estadounidense.
- 1977: Alberto Valdivia Baselli, escritor peruano.
- 1977: Libero De Rienzo, actor, director y guionista de cine italiano (f. 2021).
- 1977: Floyd Mayweather, Jr., boxeador estadounidense.
- 1978: Mariano Herrón, futbolista argentino.
- 1978: John Nolan, guitarrista y vocalista estadounidense de la banda Taking Back Sunday.
- 1978: Shinya, músico japonés.
- 1979: Ainhoa Arbizu, periodista española.
- 1980: Anton Maiden, cantante sueco (f. 2003).
- 1980: Shinsuke Nakamura, luchador profesional japonés.
- 1981: Felipe Baloy, futbolista panameño.
- 1981: Timo Bernhard, piloto de automovilismo alemán.
- 1981: Lleyton Hewitt, tenista australiano.
- 1981: Carolina de Moras, modelo y presentadora de televisión chilena.
- 1981: Mauro Rosales, futbolista argentino.
- 1982: Klára Koukalová, tenista checa.
- 1982: Gustavo Molina, beisbolista venezolano.
- 1983: Javier Pinola, futbolista argentino
- 1983: Ingemar Teever, futbolista soviético.
- 1983: Tawny Newsome, actriz, cantante y comediante estadounidense
- 1984: Clivio Piccione, piloto de automovilismo monegasco.
- 1984: Peaches, actriz pornográfica y modelo erótica húngara.
- 1984: Filip Šebo, futbolista checoslovaco.
- 1984: Desmond Fa'aiuaso, futbolista samoano.
- 1985: William Kvist, futbolista danés.
- 1985: Oleksandr Yatsenko, futbolista soviético.
- 1987: Mayuko Iwasa, actriz y Gravure idol japonesa.
- 1987: Chieko Kawabe, cantante, modelo y trabajadora de radio japonesa.
- 1987: Mario Suárez, futbolista español.
- 1988: Jan Ghyselinck, ciclista belga.
- 1989:  Daniel Kaluuya, actor británico.
- 1989: Xavi Rabaseda, baloncestista español.
- 1989: Anastasiya Ivanenko, nadadora rusa.
- 1990: Ayub Daud, futbolista somalí.
- 1990: Christopher Wernitznig, futbolista austriaco.
- 1990: Shuhei Doen, futbolista japonés.
- 1990: Łukasz Owsian, ciclista polaco.
- 1991: Melissa Hoskins, ciclista australiana (f. 2023).
- 1992: Oleksiy Shevchenko, futbolista ucraniano.
- 1992: Nikko Boxall, futbolista neozelandés.
- 1992: Lee Jong-ho, futbolista surcoreano.
- 1993: Emily Rudd, actriz estadounidense.
- 1993: Gorka Larrucea, futbolista español.
- 1993: Hassan Sharahili, futbolista saudí.
- 1993: Yoshihiro Nakano, futbolista japonés.
- 1993: Jennifer Cramer, futbolista alemana.
- 1993: Steeven Saba, futbolista haitiano.
- 1994: Shun Nakamura, futbolista japonés.
- 1994: Thomas Boudat, ciclista francés.
- 1994: Nicholas Yallouris, ciclista australiano.
- 1995: Marko Pejić, futbolista croata.
- 1995: Brittany Raymond, actriz y bailarina canadiense.
- 1995: Igor Aleksovski, futbolista macedonio.
- 1996: Lucas da Silva Izidoro, futbolista brasileño.
- 1996: Luiz Eduardo da Silva dos Santos, futbolista brasileño.
- 1996: Miguel Merentiel, futbolista uruguayo.
- 1996: Lin Wan-Ting, taekwondista taiwanesa.
- 1997: César Montes, futbolista mexicano.
- 1997: Rey Manaj, futbolista albanés.
- 1997: Aaron Chia, jugador de bádminton malasio.
- 1997: Kristýna Neuhortová, remera checa.
- 1997: Kim Jin-gyu, futbolista surcoreano.
- 1998: Joan Cervós, futbolista andorrano.
- 1998: Géraldine Ruckstuhl, atleta suiza.
- 1998: Mahe Malafu, futbolista tongano.
- 1998: Khalid Muneer, futbolista catarí.
- 1998: Asato Miyagawa, futbolista japonesa.
- 1998: Alex Marshall, futbolista jamaicano.
- 1999: Jhon Espinoza, futbolista ecuatoriano.
- 1999: Matías Dufour, futbolista uruguayo.
- 1999: Ahmed Khalaf, baloncestista egipcio.
- 1999: Franco Alorda, baloncestista argentino.
- 1999: Bairo Riveros, futbolista chileno.
- 2000: Antony, futbolista brasileño.
- 2000: Jean Manuel Mbom, futbolista alemán.
- 2000: José Hernán Palazzo, piloto de automovilismo argentino.
- 2000: Federico Pereira, futbolista paraguayo.
- 2000: Guillermo Enrique, futbolista argentino.
- 2002: Fernando Martín Espíndola, gimnasta argentino.
- 2003: Carmen Álvarez, futbolista española.
- 2004: Samuele Vignato, futbolista italiano.
- 2004: Rafael Obrador Burguera, futbolista español.
- 2005: Oscar Naasei, futbolista ghanés.
- 2005: Jason van Duiven, futbolista neerlandés.
- 2005: Arthur Wenderroscky, futbolista brasileño.
- 2007: Luka Vušković, futbollista croata.
- 2007: Isaque Severino Silva, futbolista brasileño.

## Fallecimientos
- 616: Ethelberto, rey de Kent (n. h. 560).
- 1588: Johann Weyer, médico y demonólogo neerlandés (n. 1515 o 1516).
- 1695: Johann Ambrosius Bach, músico alemán (n. 1645).
- 1704: Marc-Antoine Charpentier, compositor francés (n. 1643).
- 1777: José I, rey portugués (n. 1714).
- 1799: Georg Christoph Lichtenberg, científico y escritor alemán (n. 1742).
- 1810: Henry Cavendish, científico británico (n. 1731).
- 1815: Robert Fulton, ingeniero e inventor estadounidense (n. 1765).
- 1825: Thomas Bowdler, médico y ajedrecista británico (n. 1754).
- 1856: Nikolai Ivanovich Lobachevski, matemático ruso (n. 1792).
- 1874: Anselmo Clavé, poeta, político, compositor y director de música español (n. 1824).
- 1883: José María Espinosa, prócer de la Independencia, pintor y cronista colombiano. (n. 1796).
- 1894: Canuto Berea Rodríguez, director de orquesta, violinista y compositor español (n. 1836).
- 1911: Jules Joseph Lefebvre, pintor francés (n. 1834).
- 1925: Hjalmar Branting, político sueco, premio Nobel de la Paz en 1921 (n. 1860).
- 1929: André Messager, director de orquesta y compositor francés (n. 1853).
- 1938: Thomas Gann, arqueólogo alemán (n. 1867).
- 1947: Pierre Janet, psicólogo y psiquiatra francés (n. 1859).
- 1948: Alfredo Baldomir, militar, político y presidente uruguayo entre 1938 y 1942 (n. 1884).
- 1953: Gerd von Rundstedt, militar alemán (n. 1875).
- 1955: Clemente Biondetti, piloto de automovilismo italiano (n. 1898).
- 1960: Antonio Vallejo-Nájera, psiquiatra español (n. 1889).
- 1962: Hu Shih, intelectual chino (n. 1891).
- 1964: Alexander Archipenko, escultor ruso, nacionalizado estadounidense (n. 1887).
- 1967: Franz Waxman, compositor alemán (n. 1906).
- 1973: Manolo Caracol, cantaor de flamenco español (n. 1909).
- 1975: Nikolái Bulganin, presidente soviético entre 1955 y 1958 (n. 1895).
- 1978: Alma Thomas, pintora expresionista y docente de arte estadounidense (n. 1891).
- 1983: Agapito Marazuela, músico español (n. 1891).
- 1988: Antonio Prohías, caricaturista cubano (n. 1921).
- 1990: Sandro Pertini, político italiano (n. 1896).
- 1991: Héctor Rial, futbolista hispano-argentino (n. 1928).
- 1991: John Charles Daly, periodista estadounidense (n. 1914).
- 1993: Bobby Moore, futbolista británico (n. 1941).
- 1993: Hernando Viñes, pintor español (n. 1904).
- 1994: Jean Sablon, cantante francés (n. 1906).
- 1994: Dinah Shore, cantante estadounidense (n. 1917).
- 2001: Claude Elwood Shannon, ingeniero electricista y matemático estadounidense (n. 1916).
- 2002: Leo Ornstein, compositor y pianista ruso (n. 1893).
- 2002: Iván Urdinola, narcotraficante colombiano (n. 1960).
- 2003: Antoni Torres García, futbolista español (n. 1943).
- 2006: Don Knotts, actor estadounidense (n. 1924).
- 2006: Dennis Weaver, actor estadounidense (n. 1924).
- 2006: Carlos Martínez Sotomayor, abogado, diplomático y político chileno (n. 1929).
- 2007: Bruce Bennett, actor y cantante estadounidense (n. 1906).
- 2008: Rui Torres, presentador de televisión mexicano (n. 1976).[9]
- 2010: Antonio Alegre, dirigente deportivo argentino (n. 1924).
- 2012: Jorge Swett, muralista, pintor, abogado y escritor guayaquileño (n. 1926).
- 2014: Harold Ramis, actor, guionista y director cinematográfico estadounidense (n. 1944).
- 2020: Mario Bunge, filósofo y físico argentino (n. 1919).
- 2020: Katherine Johnson, física, científica espacial y matemática estadounidense (n. 1918).
- 2020: Baby Peggy, actriz estadounidense (n. 1918).
- 2021: Philippe Jaccottet, poeta y traductor francófono suizo (n. 1925).
- 2025: Roberta Flack, cantante estadounidense (n. 1937).

## Celebraciones
- Día Mundial del Barman.[10]

 Por países
(Por orden alfabético)
- Argentina:
  - Día del Trabajador Mecánico del Transporte Automotor.[11]Popularmente conocido como Día del Mecánico.[12]

- Cuba:
  - Grito de Baire.
Fue un levantamiento armado que tuvo lugar el 24 de febrero de 1895 (hace 130 años), liderado por José Martí. Este hecho marcó el inicio de la Guerra de Independencia de Cuba.
  - La Habana: Aniversario del Parque de la Fraternidad Americana.
Fundación: 24 de febrero de 1928 (97 años).

- Estonia:
  - Día de la Independencia.[13]

- México: 
  - Día de la Bandera.

- Paraguay:
  - Día de la Mujer Paraguaya.[14]
Este día tiene sus raíces en la primera Asamblea de Mujeres Americanas, que tuvo lugar en Asunción el 24 de febrero de 1867, durante un período tumultuoso marcado por la Guerra contra la Triple Alianza (1865-1870).

- Tailandia:
  - Makha Bucha.[13]

### Santoral católico
- San Evecio de Nicomedia (f. 303).[15]
- San Sergio de Capadocia.[15]

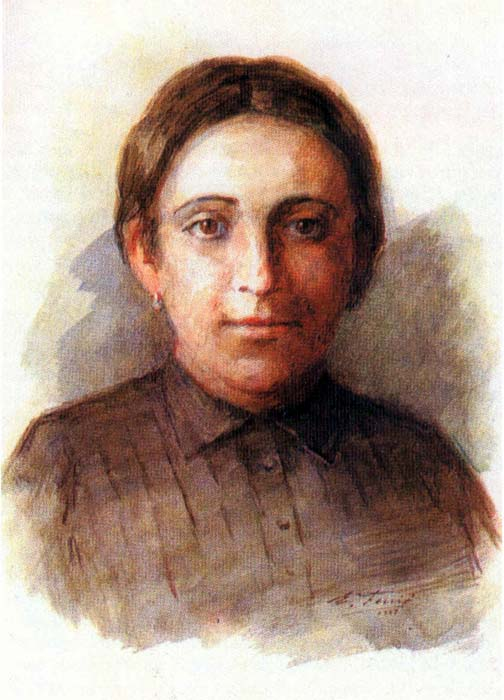
Beata Josefa Naval Girbés (de la OCDS).

- San Pedro Palatino, mártir (f. 303).[15]
- San Modesto de Tréveris, obispo (f. c. 480).[16]
- San Etelberto de Kent, rey de Kent (f. 616).[15]
- Beato Contancio de Fabriano Servioli, presbítero (f. 1481).
- Beato Marco de Marconi, religioso (f. 1510).[15][17]
- Beata Josefa Naval Girbés, virgen (f. 1510).[15](imagen ilustrativa).
- Beato Tomás María Fusco, presbítero (f. 1891).[15]